# Relations entre le Guyana et l'Union européenne
Les relations entre le Guyana et l’Union européenne sont à la fois bilatérales et multilatérales (dans le cadre du CELAC, du CARICOM et des pays ACP).
La coopération entre l’Union et le Guyana repose principalement sur la stratégie de coopération 2008-2013 en matière macro-économique, dans l'industrie du sucre et dans la gestion des côtes.

## Commerce
L'Union représente environ 30 à 35 % des exportations totales du Guyana en valeur. Ces exportations sont le sucre, le riz, le rhum, la bauxite, les pierres précieuses et le bois.

## Sources

## Compléments